# انتخابات الرئاسة المصرية 2005
انتخابات السابع من سبتمبر 2005 هي أول انتخابات تعددية مباشرة بعد ثورة 23 يوليو 1952 لاختيار رئيس جمهورية مصر العربية. وعلى الرغم من تباين المواقف بشأن جدية وجدوى المنافسة في الانتخابات فإنها تبقى تجربة جديدة على الساحة السياسية في ذلك الوقت. سبق تلك الانتخابات مبادرة مفاجأة من الرئيس السابق حسني مبارك بطلب تعديل المادة 76 من الدستور المصري، والتي على إثرها فتحت الباب لمن تنطبق عليه الشروط أن يرشح نفسه رئيساً للجمهورية.
طبقاً لتصريحات لجنة الانتخابات الرئاسية آنذاك فإن نسبة المشاركة في التصويت بلغت 23 % من بين نحو 32 مليون ناخب وهي تعتبر نسبة ضعيفة على نحو غير مسبوق.

## عملية الانتخابات الرئاسية عام 2005
تحت قانون الانتخابات المصري، يطلب من جميع المصريين فوق سن الثامنة عشرة في التصويت. ومع ذلك، من أصل عدد سكانها حوالي 75000000 تقريباً، تم تسجيل فقط حوالي 32 مليون ناخب (40٪ من مجموع السكان).
من ال 30 المرشحين المقترحين، تم السماح ل 10 فقط للمشاركة في الانتخابات الرئاسية. كان أحد المرشحين المستبعدين طلعت السادات، ابن شقيق الرئيس السابق أنور السادات.
لم يسمح للإخوان المسلمين في تقديم مرشح للانتخابات لعتبارها تنظيم محظور من قبل الحكومة، التي تحظر الأحزاب السياسية بأجندة دينية.ولم يؤيد الإخوان المسلمون أي من المرشحين الآخرين، لكنها شجعت المصريين للذهاب إلى صناديق الاقتراع والتصويت لصالح أي شخص آخر غير مبارك.
بدأت الحملة الانتخابية في 17 أغسطس 2005 واستمرت حتى 4 سبتمبر 2005.
كان يشرف على هذه الانتخابات القضاة المصريين، ولم يسمح لمراقبين دوليين للإشراف على الانتخابات.

## نتائج الاقتراع
| المرشحون                    | الحزب                   | عدد الأصوات | النسبة   |
| --------------------------- | ----------------------- | ----------- | -------- |
| محمد حسنى السيد مبارك       | الوطني الديمقراطي       | 6316784     | 88.571 % |
| أيمن عبد العزيز نور         | الغد                    | 540405      | 7.577 %  |
| نعمان محمد خليل جمعه        | الوفد الجديد            | 208891      | 2.929 %  |
| أسامة محمد عبد الشافي شلتوت | التكافل الاجتماعي       | 29857       | 0.419 %  |
| وحيد فخري الأقصري           | مصر العربي الاشتراكي    | 11881       | 0.167 %  |
| إبراهيم محمد عبد المنعم ترك | الإتحاد الديمقراطي      | 5831        | 0.082 %  |
| ممدوح محمد أحمد قناوي       | الدستوري الاجتماعي الحر | 5481        | 0.077 %  |
| أحمد الصباحى عوض الله خليل  | الأمة                   | 4393        | 0.062 %  |
| فوزي خليل محمد غزال         | مصر 2000                | 4222        | 0.059 %  |
| السيد رفعت محمد العجرودى    | الوفاق القومي           | 4106        | 0.058 %  |
| الإجمالي                    | -                       | 7131851     | 100 %    |

## انتقادات انتخابات عام 2005 الرئاسية
بعض من أحزاب المعارضة، منهم حزب التجمع اليساري والحزب الناصري، قاطعت الانتخابات، قائلا انه من غير المرجح أن تكون حرة أو نزيهة. أولئك الذين يعارضون الانتخابات يقولون إن الإصلاحات الانتخابية لم تكن كافيه لأن لوائح الانتخابات تقييد بشدة المرشحين المستقلين وبأغلبية ساحقة لصالح الحزب الوطني.
وبالإضافة إلى ذلك، يبدو أن هناك مضايقات رسمية من ابرز مرشحيين المعارضة نور، الذي جرد من حصانته البرلمانية وألقي القبض عليه في يناير 2005 واعتبر كثير من المراقبين بأنها تهم ملفقة. تم سجنه لفترة قصيرة قبل ذلك العام أدى غضب شعبي عارم.

## ردود الفعل الدولية
صرح وزير الخارجية السعودي الأمير سعود الفيصل أن الانتخابات تظهر أن مبارك لديه نوايا الديمقراطية ويمكن أن تجرى الانتخابات هناك دون الإضرار.
قال شون ماكورماك المتحدث باسم وزارة الخارجية الأمريكية أن الولايات المتحدة شهدت هذه الانتخابات بأنها «تاريخية»، والمناقشة خلال العملية الانتخابية من شأنه «إثراء الحوار السياسي المصري، لسنوات قادمة.» وذكر ماكورماك أيضا أن «أجهزة الأمن المصرية بالانضباط في ضمان سلامة وأمن الناخبين»، وأثنى على «الهدوء النسبي» من يوم الانتخابات. ومع ذلك، انتقد ماكورماك عدم وجود مراقبين دوليين.

## وصلات خارجية
- بي بي سي: دليل الانتخابات في مصر
- الجزيرة: جماعة الاخوان المسلمين في مصر تحث الجميع على التصويت
- الجزيرة: القضاة المصريين يشرفون على الانتخابات
- بي بي سي: مصر تصوت في الانتخابات التاريخية
- الجزيرة: المعارضة تشير إلى المخالفات في الانتخابات المصرية
- واشنطن بوست: مبارك يفوز بأول تصويت مفتوح
- IFEX: تغطية الانتخابات تحبذ مبارك
- CTV.ca المعارضة المصرية تندد بنتائج الانتخابات
- معارضة مبارك الحقيقية | كشف رصد الانتخابات من جانب قاعة كاميلا. ادنبره تقرير الشرق الأوسط على الإنترنت. شتاء 2006
- مآخذ القضاة على انتخابات الرئاسة المصرية، المستشار محمود الخضيري، برنامج بلا حدود، قناة الجزيرة، 2 نوفمبر 2005